# Louis Didier Jousselin
Louis Didier Jousselin (Blois, 1 de abril de 1776 — Vienne-en-Val, 3 de dezembro de 1858) foi um engenheiro francês.

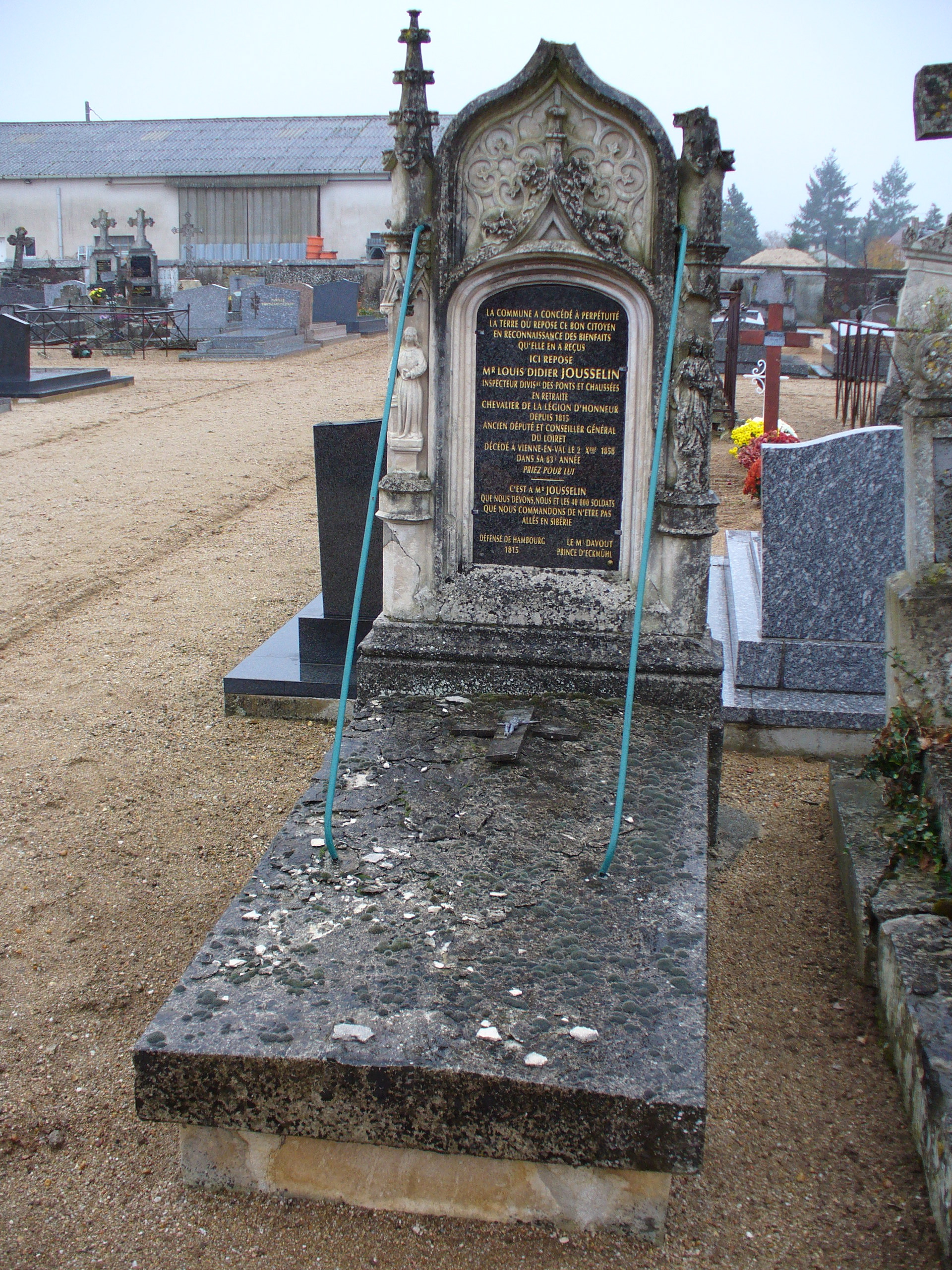
Sepultura de Jousselin.

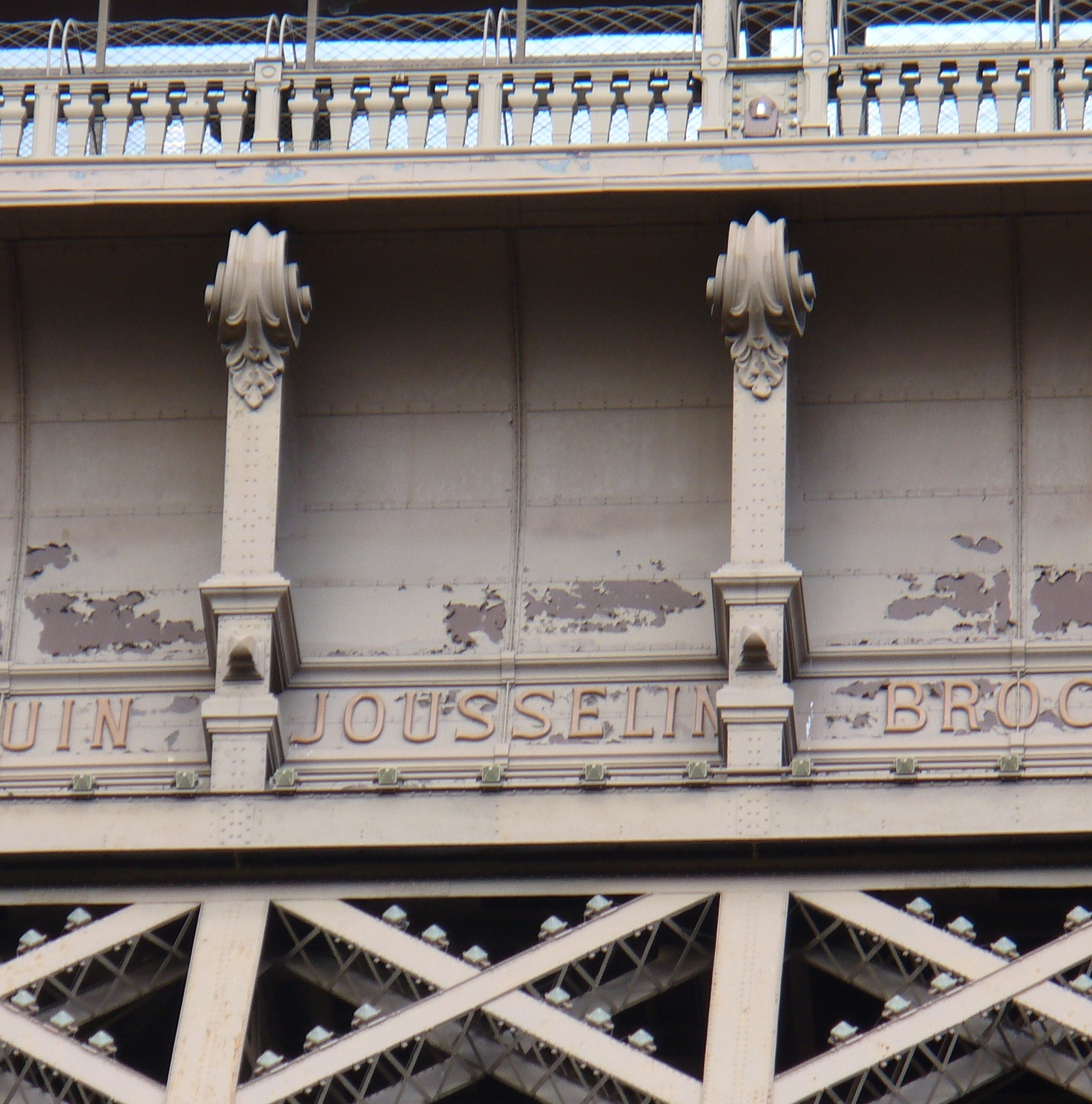
Seu nome, perpetuado na Torre Eiffel.

## Homenagens
- É um dos 72 nomes da Torre Eiffel
- Cavaleiro da Legião de Honra (França)
- Uma rua de Orléans leva seu nome
- Uma escola maternal em Vienne-en-Val leva seu nome